# Пројекат Гли
Пројекат Гли (енгл. The Glee Project) је био америчка ријалити телевизијска серија на мрежи Oxygen. Служио је као аудиција за Fox мјузикл-хумористичку серију Гли и награда за победника је улога минимум седам епизода наредне сезоне серије. Прва сезона се емитовала од 12. јуна до 21. августа 2011. године. Друга сезона се емитовала од 5. јуна до 14. августа 2012. године. У јулу 2013. године, најављено је да неће бити треће сезоне.
Извршни продуценти серије Гли, Рајан Мерфи и Данте Ди Лорето, су такође извршни продуценти пројекта Пројекат Гли. Кастинг директор серије Гли, Роберт Улрик, био је кастинг директор пројекта, док је пратња серије Гли, Бред Елис, помогао Улрику као тренер за 80 кандидата који су се појавили у првој епизоди под музичким сегментом „највољих 12”.